# Rockport, Massachusetts

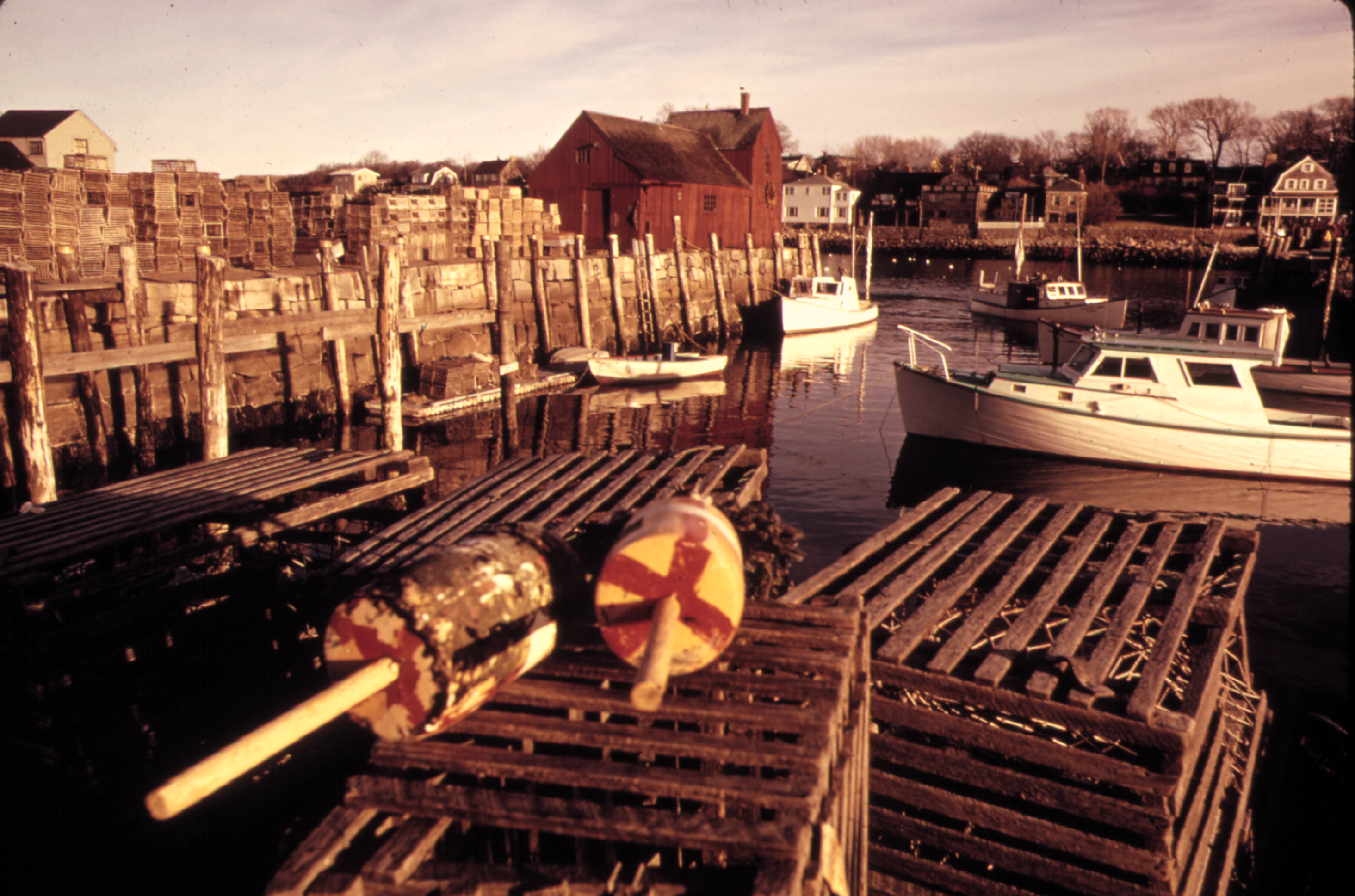
Hummertinor i Rockports hamn

Rockport, kommun (town) i Essex County, Massachusetts, USA med cirka 7 767 invånare (2000). Den grundades år 1623.